# Archaeofeaella henderickxi
 (janvier 2023).
Archaeofeaella, Archaeofeaellinae
Sous-famille
Genre
Espèce
Archaeofeaella henderickxi, unique représentant du genre fossile Archaeofeaella et de la sous-famille de Archaeofeaellinae, est une espèce fossile de pseudoscorpions de la famille des Feaellidae.

## Classification
Cette espèce est décrite en 2022 par Kolesnikov, Turbanov, Eskov, Propistsova et Bashkuev .
Ce genre est décrit par Kolesnikov, Turbanov, Eskov, Propistsova et Bashkuev en 2022 dans les Feaellidae.
Cette sous-famille est décrite par Kolesnikov, Turbanov, Eskov, Propistsova et Bashkuev en 2022.

### Étymologie
Cette espèce est nommée en l'honneur de Hans Henderickx (1961–2016).

### Distribution
Cette espèce a été découverte en Ukraine dans le raïon d'Izioum à Garazhovka dans la formation Protopivka. Elle date du Norien pendant le Trias supérieur.

## Description
L'holotype mesure 1,30 mm de long sur 1,10 mm.

### Publication originale
- [2022] (en) Kolesnikov, Turbanov, Eskov, Propistsova & Bashkuev, First non-amber Mesozoic pseudoscorpion from Upper Triassic deposits of eastern Europe, with a description of two new fossil subfamilies (Arachnida, Pseudoscorpiones, Feaellidae). » Papers in Palaeontology, vol. 8, no 5, e1466 p. 1–14, 2022. .